# 欧蒙昂纳拉特
欧蒙昂纳拉特（法語：Aumont-en-Halatte，法語發音：[omɔ̃ ɑ̃.n‿alat]）是法国瓦兹省的一个市镇，属于桑利斯区。

## 地名
“欧蒙昂纳拉特”（Aumont-en-Halatte）一名在法语中意为“在阿拉特森林中的欧蒙”。

## 地理
欧蒙昂纳拉特（49°13'45"N, 2°33'7"E）面积6.83 平方千米，位于法国上法蘭西大區瓦兹省，该省份为法国北部内陆省份，北起索姆省，西接厄尔省和滨海塞纳省，南至塞纳-马恩省和瓦兹河谷省，东临埃纳省。
与欧蒙昂纳拉特接壤的市镇（或旧市镇、城区）包括：韦尔讷伊昂纳拉特、阿普勒蒙、库尔特伊、桑利斯。
欧蒙昂纳拉特的时区为UTC+01:00、UTC+02:00（夏令时）。

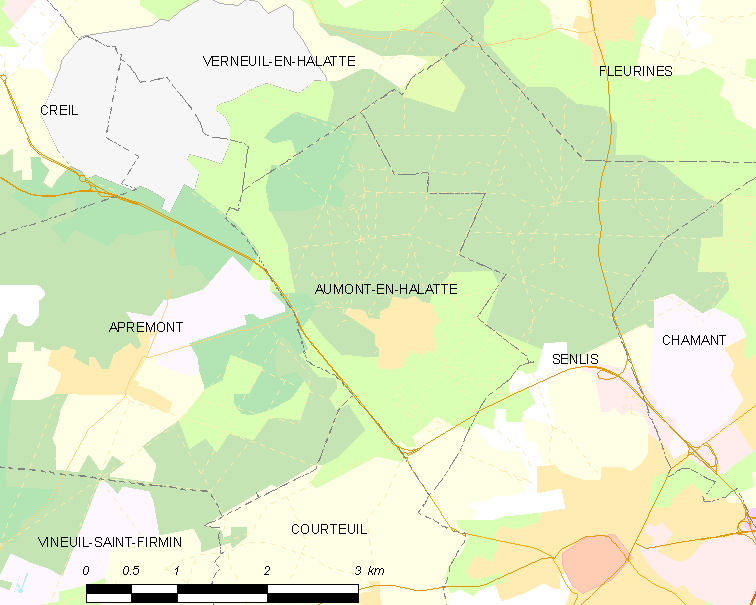
欧蒙昂纳拉特的OSM定位图

## 行政
欧蒙昂纳拉特的邮政编码为60300，INSEE市镇编码为60028。

## 政治
欧蒙昂纳拉特所属的省级选区为桑利斯县。

## 人口

1962-2008年间欧蒙昂纳拉特人口变化图示

欧蒙昂纳拉特于2022年1月1日时的人口数量为564人。